# Zentrale Arbeitsgemeinschaft – Frohe Ferien für alle Kinder
Die Zentrale Arbeitsgemeinschaft (ZAG) – Frohe Ferien für alle Kinder war eine Interessengemeinschaft, welche sich in den Nachkriegsjahren für die Intensivierung des Kindersozialtourismus in Westdeutschland und West-Berlin einsetzte. Sie organisierte Reisen in die DDR. Die ZAG gründete sich 1954 in Nordrhein-Westfalen, war danach in Bayern, Baden-Württemberg, Niedersachsen, Hessen, Rheinland-Pfalz, Schleswig-Holstein, Hamburg, Bremen und im Saarland in den Landesausschüssen aktiv vertreten. Des Weiteren bestanden Verbindungen nach West-Berlin.
Offiziell war die ZAG eine überparteiliche, karitative Vereinigung, obwohl einige Mitglieder kommunistische Wurzeln hatten und sich nun aktiv für die Ferienerholung der Kinder in der DDR einsetzten. „In der Bundesrepublik fürchtete man nicht nur die kommunistische Beeinflussung der Kinder, sondern allgemein die Unterwanderung der Gesellschaft durch kommunistische Tarnorganisationen.“ Fakt ist, dass die Funktionäre der ZAG durch die SED bzw. durch die DDR-Regierung angeleitet und unterstützt wurden. Die Ferienaktionen in DDR-Ferienlagern wurden gemeinsam geplant.
Am 7. Juli 1961 verbieten die Innenminister der Bundesländer die Organisation als verfassungsfeindliche kommunistische Tarnorganisation.

## Tätigkeiten und Wirkungsweise
Als Organisation des Sozialtourismus wandte sich die ZAG hauptsächlich an kinderreiche, arbeits- und mittellose Familien in Westdeutschland und vermittelte ihren Kindern einen kostenfreien oder kostengünstigen Urlaub in Ferienlagern der DDR. Die Einladungen für den Ferienaufenthalt kamen von den SED-Gastgebern, die zum Ziel hatten, die Kinder von den Vorzügen des Sozialismus zu überzeugen. Kinder aus dem engeren Umfeld der KPD waren nicht überproportional vertreten. Gegen diese propagandistische Maßnahme der DDR wurde in Westdeutschland entsprechend reagiert und die Mittel für den Kindertourismus wurden erheblich erhöht.
Für die vielen finanziell unterprivilegierten westdeutschen Familien war die Einladung der DDR – z. B. an der Ostsee Urlaub zu machen – eine willkommene Angelegenheit. Die Lebensverhältnisse waren in den Nachkriegsjahren in beiden deutschen Staaten noch vergleichbar. „Für die DDR war diese Aktion ein gelungener Propagandacoup im Wettstreit der Systeme.“
1954 nahmen 20.400 Kinder an der Aktion teil, im Jahr darauf besuchten über 64.000 Kinder den Osten Deutschlands. Im Jahr 1960 reduzierte sich die Zahl der Reisenden auf ca. 10.000.
Zeitzeugen haben wenig Erinnerung an die Politisierung des Lagerlebens, sie erinnern sich vorrangig an die Abenteuer und die sportlichen Aktivitäten im Ferienlager. Trotzdem wurde der unterschiedliche pädagogische Ansatz, den die Kinder aus den beiden deutschen Staaten gewohnt waren, sichtbar.
Für die Betreuer (Reisebegleiter), die aus der Bundesrepublik kamen, erfolgte eine systematische Schulung in der DDR auf der Grundlage der pädagogischen Prinzipien des kommunistischen Systems.
1959 wurden, seitens der DDR, Richtlinien über die Betreuung von westdeutschen Kindern und Helfern während der Ferien als verbindlich erklärt.